# 附片蓟
附片蓟（学名：Cirsium sieversii）为菊科蓟属的植物。分布在俄罗斯以及中国大陆的新疆等地，生长于海拔1,600米的地区，多生长于山坡林中草地和近水旁，目前尚未由人工引种栽培。